# 시나모롤
시나모롤(일본어: シナモロール)은 산리오에서 제작된 캐릭터 프랜차이즈이다.
디자이너는 오쿠무라 미유키(奥村心雪)이다. 2007년 5월 베이비 시나몬의 데뷔 및 굿즈 발매가 개시되었다. 토끼로 착각하는 사람도 있지만 강아지다.
시나모롤은 캐릭터 시리즈의 명칭, 혹은 상표명이다. 따라서 시나모롤과 친구들을 포함하여 시나모롤이라고 할 수 있다.
2023년 6월 11일 데뷔 및 브랜드를 개시하여, I.CINNAMOROLL이라는 "I"와 "I"를 의미하는 "I"와 애정의 "LOVE" 두 가지 의미에서 파생된다.

## 주요 캐릭터
- 오렌지 오웬과 친구들의 멤버들 캐릭터!
- 시나몬(Le Cannelle): 생일은 3월 15일. 성별은 수컷이다. 시나모롤 시리즈의 대표 캐릭터이다. 산리오 캐릭터즈 1위로 지정되었고, 이 캐릭터를 지칭하는 경우가 많다. 특기는 하늘 날기이며, 대표 색깔은 하늘색과 하얀색이다. ■■
- 카푸치노(Le Cappûccïno) ■
- 모카(La Moka) ■
- 시폰(La Mousseline) ■
- 에스프레소(Le Expresso) ■
- 밀크(Le Lait) ■■
- 포롱(La Poron) ■
- 코르네(Le Corûnê) ■
- 코코(Le Coco)・넛츠(Le Noix) ■
- 아즈키(La Azuki) ■
- 베리(Le Baie) ■
- 시로타로 ■
- 체리(Le Cerise) ■

## 관련 매체

### TV 프로그램
- TV 도쿄에서 2021년 7월부터 2022년 3월까지 방송된 《재미있는 키티》라는 어린이 버라이어티 프로그램이다.
- TBS에서 2023년 10월부터 방송하는《シナモンと安田顕のゆるドキ☆クッキング》라는 매주 토요일 오전 9시 25분, 미니 프로그램이다.

### 애니메이션
극장판 개봉
2017년 12월 22일 시나몬 더 무비(シナモン the MOVIE) 극장판 애니메이션이 개봉하였다.
단편 시리즈
- 2023년 3월 3일부터 〈시나모롤〉단편 애니메이션 짧은 분량 시리즈를 보실 수 있다.
- 2023년 10월부터 〈I.CINNAMOROLL〉 단편 애니메이션 시리즈를 보실 수 있다.